# Erdélyi Károly (műfordító)
Erdélyi Károly (1882-ig Ehling Károly) (Perjámos, Torontál vármegye, 1859. október 19. – Kolozsvár, 1908. május 13.) piarista tanár, műfordító, irodalomtörténész.

## Életrajza
Erdélyi Ehling Károly 1859. október 19.-én született a Torontál vármegyei Perjámoson. Gimnáziumi tanulmányait a VI. osztályig a szegedi piaristáknál végezte. 1876. augusztus 27-én lépett a rendbe és a próbaévet Vácon töltötte. 1879-ben a kecskeméti főgimnáziumában fejezte be a középiskolát, 1885-től 1890-ig a kecskeméti piarista gimnázium tanára volt. Cikkei jelentek meg, a Kecskeméti Lapokban is (pl. Madách hatása a külföldre). majd Nyitrán tanult teológiát. 1881/82-ben magyar és német nyelvet és irodalmat, valamint bölcseletet és neveléstudományt hallgatott a budapesti tudományegyetemen. A tanári alapvizsgák letétele után 2 évig a tatai gimnáziumban lett tanár, ahol két éven át tanította szaktárgyait, azonkívül latin nyelvet, földrajzot, gyorsírást és francia nyelvet és mellette jegyzői teendőket is ellátott. 1883-ban tanári vizsgáit letéve Vácon pappá szentelték. Első szentmiséjét 1883. június 26.-án a tatai rendház kápolnájában mutatta be. 1885-ben egy évig Nagykanizsán. Innét Kecskemétre, majd Temesvárra, 1896-ban Kolozsvárra került piarista gimnáziumi tanárnak, melynek 1897-1908-ban az igazgatója is lett.
Kolozsváron hunyt el, és itt is van eltemetve.

## Munkássága
A németen kívül latinul, görögül, franciáulul, olaszul, svédül, hollandul és dánul tudott, több nyelvből fordított is, forráskutatásokat, és magyar-idegennyelvi összehasonlításokat végzett. Simai Kristóf: Igazháziához írt bevezetőjében (Bp., 1888) Erdélyi Károly mutatta ki a német forrást, olasz, orosz, spanyol, holland regényeket fordított. Az Egyetemes irodalom története (Szerk. Heinrich Gusztáv, Bp., 1907) számára írt összefoglalót a skandináv irodalmakról.

## Főbb művei
- Vázlatok a magyar nyelvészet köréből. Nagy-Kanizsa, 1885 (Különny. a nagykanizsai kath. főgym. Értesítőjéből. Ism. Egyet. Philol. Közlöny 1886)
- A német gyönge ige történeti fejlődése. Nagy-Kanizsa, 1885
- Über Vor und Familiennamen. Perjámos, 1885
- Az állateposról. Kecskemét, 1887 (Különnyomat a kecskeméti róm. kath. főgymn. Értesítőjéből. Ism. Egyet. Philol. Közlöny 1888)
- A franczia epos eredetei. Uo. 1888 (Ism. Egyet. Philol. Közlöny 1889)
- Igazházi egy kegyes jó atya, mulatságos játék 5 felv., irta Simai Kristóf. Bevezetéssel. 2. kiadás. Uo. 1888 (Olcsó K. 238.)
- Poetika. Bpest, 1890 (Pintér Kálmánnal együtt.)
- Boldog Pirotti Pompilius Mária élete. Kiválóan Carlos Lasalde spanyol eredetije után irta. Vácz, 1891
- Kalazanci Szent József, a piaristarend alapítójának élet- és jellemrajza. Temesvár, 1893
- A magyar nemzeti irodalom története; középiskolai használatra írta és olvasókönyvvel ellátta Erdélyi Károly; Hornyánszky, Bp., 1897
- Róm. kath. tanárok kongresszusa Kolozsvárott 1898. ápril 12.; történeti visszapillantással és a tanácskozáson fölolvasott dolgozatokkal kiad. Erdélyi Károly.; Buschmann Ny., Bp., 1898
- Hans Christian Andersen. Születésének 100 éves fordulójára; Gombos Ny., Kolozsvár, 1905

## Fordításai
- Börtöneim. Silvio Pellico után olaszból fordította Budapest, 1886 (Olcsó Könyvtár 201.)
- Potemkin a Duna mellett. Danilevszkij után oroszból fordította dr. Willer Józseffel (Szeged, 1888)